# جائزة لاعبة القرن للفيفا
جائزة الفيفا لأفضل لاعبة كرة قدم في القرن العشرين هي جائزة تم إنشاؤها من قبل هيئة الإدارة العالمية فيفا لتحديد أفضل لاعبة كرة قدم في القرن العشرين.

## الخلفية
منذ عام 1991، منح الفيفا جائزة أفضل لاعب كرة قدم في العالم. وقررت المنظمة أن تبدأ الألفية الجديدة بإجراء تصويت عام لتحديد لاعب القرن للفيفا (للاعبين الذكور)، وحارس القرن للفيفا، ولاعبة القرن للفيفا.

## التصويت
تم تكريم الأمريكية ميتشيل أكرس كلاعبة القرن للفيفا في القرن العشرين في التصويت المشترك من قبل قراء مجلة فيفا (بنسبة 50٪) وأعضاء لجنة فيفا لكرة القدم (بنسبة 50٪ أيضًا). وتم تكريم الصينية سن وين بجائزة لاعبة القرن للفيفا عبر التصويت من الإنترنت على أساس الأصوات التي قدمها المشجعون من خلال موقع FIFA.com.
بالإضافة إلى جائزة أكرس، احتلت المهاجمة الأمريكية ميا هام، في المراكز الثلاثة الأولى في التصويت على كلا الجائزتين. وحصلت على المركز الثاني من وراء سن وين في التصويت على الجائزة من الإنترنت، والمركز الثالث وراء كل من أكرس سن وين في تصويت لاعب القرن من الفيفا.

## وصلات خارجية
- سن وين وميتشيل أكيرس على القمة على فيفا
- من هي أعظم لاعبة كرة قدم للسيدات في كل العصور؟ على فيفا
- ميتشيل أكيرس تحصل على جائزة لاعبة القرن للفيفا (US Soccer)